# Cuando (canción)
"Cuando" es una canción escrita e interpretada por el cantautor guatemalteco Ricardo Arjona para su octavo álbum de estudio, Galería Caribe (2000).  Fue lanzado como sencillo principal del álbum en 2000.   Se convirtió en su segunda canción número uno en las listas Billboard Hot Latin Songs y Latin Pop Airplay en los Estados Unidos. También se grabó una versión pop para el álbum, así como una versión en portugués titulada "Quando". La canción se inspiró en una charla en Internet que Arjona tuvo con una mujer. Michael Paloetta de la revista Billboard lo llamó "de ensueño".  El vídeo musical de la canción fue filmado en Barcelona, España y dirigido por Pedro Aznar. 

## Listas

### Listas semanales
| Lista (2000)                       | Mejor posición |
| ---------------------------------- | -------------- |
| Estados Unidos (Hot Latin Songs)   | 1              |
| Estados Unidos (Latin Pop Airplay) | 1              |

### Listas anuales
| Lista (2000)                   | Posición |
| ------------------------------ | -------- |
| US Hot Latin Songs (Billboard) | 29       |

### Sucesión en listas[8][9][10][11][12][13][14][15]
| Predecesor: Como me duele perderte de Gloria Estefan | U.S. Billboard Hot Latin Tracks — Sencillo N°. 1 7 de octubre de 2000 - 13 de octubre de 2000 | Sucesor: Ven conmigo (Solamente tú) de Christina Aguilera |

| Predecesor: A puro dolor de Son by Four | U.S. Billboard Latin Pop Airplay — Sencillo N°. 1 23 de septiembre de 2000 - 10 de noviembre de 2000 | Sucesor: Yo te amo de Chayanne |